# Walking Madonna

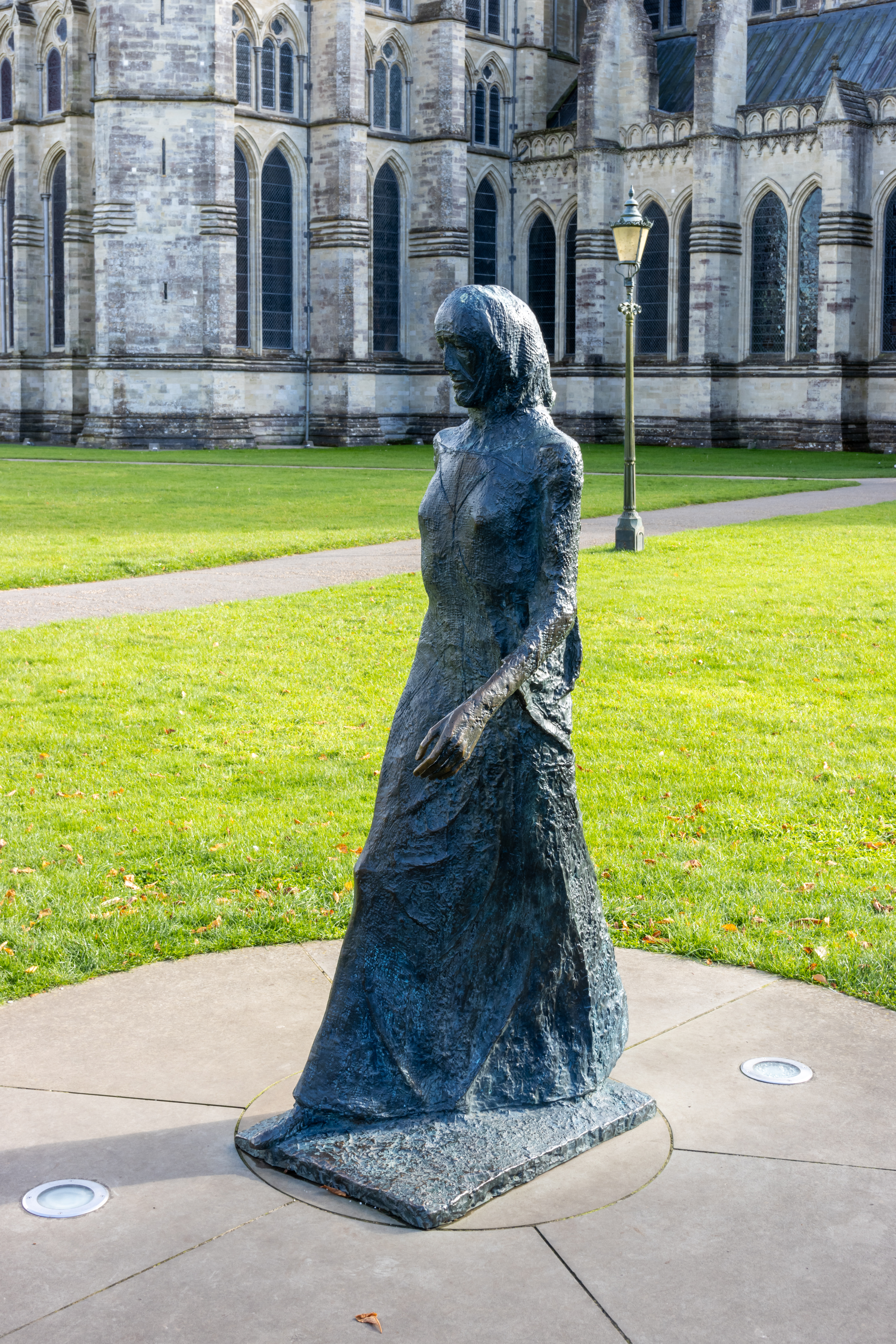
Walking Madonna, 2023

Walking Madonna ist eine Skulptur in Salisbury in England.
Sie befindet sich nordwestlich vor der Kathedrale von Salisbury.
Geschaffen wurde sie 1981 von der britischen Bildhauerin Elisabeth Frink. Die lebensgroße, ebenerdig aufgestellte Bronzeskulptur  zeigt eine sich von der Kathedrale in Richtung Stadt gehend entfernende, einfach gekleidete, Maria darstellende Frauenfigur. Sie erinnert in ihrem schlichten Auftreten an eine Nonne und wirkt still und tief in Gedanken, ihr Blick vermittelt Trost. Mit ihrer ebenerdigen Aufstellung wirkt sie als Teil der Gemeinde und ihrer Besucher.
Ursprünglich war nur eine zeitlich begrenzte Aufstellung der Figur geplant, wobei es letztlich zu einer dauerhaften Installation kam.